# 田島錦治

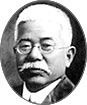
田島錦治

田島 錦治（たじま きんじ、慶応3年9月7日（1867年10月4日） - 昭和9年（1934年）6月28日）は、日本の経済学者。号は「赤城」。京都帝国大学初代経済学部学部長。立命館大学第2代学監。同大学第3代学長。財団法人立命館初代協議員。大日本武徳会弓道範士。日本漕艇協会第三代会長。関西漕艇協会初代会長。帝国学士院会員。

## 来歴

### 生誕・学生時代
江戸・牛込赤城元町（現・東京都新宿区赤城元町）に生まれる。旧制一高から帝国大学法科大学政治学科に進学し、経済学者・社会政策学者で東大七博士の一人に数えられた金井延の指導を受け、欧米留学も経験した。

### 帰国後
帰国後は京都帝国大学法科大学にて「経済理論」、「財政学」の講義を担当。京大法科から経済学部が独立したのを機に、1919年（大正8年）京都帝国大学初代経済学部長に就任。京大在職中は、東京商科大学（現在の一橋大学）からの学生受け入れや、河上肇の招聘など、京大の自由な学風の確立に貢献した。京大退職後は立命館大学の学監・学長に就任。主に経済学部の拡充に務めた。また滝川事件で京大を退職した教授陣の受け入れにも奔走した。

## 栄典
- 1925年（大正14年）11月16日 - 従三位[1]
- 1912年（大正元年）12月18日 - 勲四等瑞宝章[2]

## 主な著書
- 最近經濟論（有斐閣、1891年）
- 日本現時之社會問題（東華堂、1897年）
- 最近財政學（有斐閣、1898年）
- 最近經濟論・増訂版（有斐閣書房、1901年）
- 経済原論（有斐閣、1910年）
- 経濟ト道徳（有斐閣、1920年）
- 労賃と利潤（有斐閣、1922年）
- 經濟原論（有斐閣、1925年）
- 東洋経済学史 : 支那上古の経済思想（有斐閣、1935年）